# R-Gespräch
Ein R-Gespräch ist ein Telefonat, bei dem der Angerufene die Kosten des Anrufs übernimmt. Das „R“ in R-Gespräch steht für Rückwärtsberechnung (englisch „Reverse Charge“). Der Angerufene muss vor Zustandekommen der Verbindung dieser Kostenübernahme zustimmen. In der Regel sind die Kosten für ein solches Telefonat höher als für ein gewöhnliches Gespräch. R-Gespräche werden entweder handvermittelt (von menschlichem Vermittlungspersonal, dem so genannten Operator) oder automatisch hergestellt.

## Automatisches R-Gespräch

### Üblicher Ablauf
Der Anrufer ruft eine kostenlose Rufnummer an, nennt seinen Namen und wählt dann die Rufnummer des Anschlusses, mit dem er verbunden werden möchte. Wenn der Angerufene abhebt, wird ihm – in der Regel per automatischer Ansage – mitgeteilt, wer ihn per R-Gespräch erreichen möchte und er wird gefragt, ob er dieses Telefonat annehmen möchte. Anschließend wird er über die ihm entstehenden Gebühren informiert. Zum Abschluss muss er per Tastendruck oder per Wortbestätigung dieser Verbindung zustimmen. Tut er dies nicht, kommt keine Verbindung zum Anrufer zustande. In diesem Fall entstehen weder Anrufer noch Angerufenem Kosten.

### Problematik
Für den Angerufenen können folgende Probleme entstehen:
- Ein einfaches „Ja“ reicht aus, um das Gespräch anzunehmen. Sogar ein Anrufbeantworter kann also ein R-Gespräch annehmen, wenn zum Beispiel der folgende Text auf dem Ansageband ist: „Ich bin nicht da, aber Du kannst ja nach dem Piepston eine Nachricht hinterlassen.“ Daher sind die Anbieter dazu übergegangen eine Eingabe über die Telefontastatur anzufordern, zum Beispiel Ziffer eins für Zustimmung und Ziffer zwei für Ablehnung.
- Hat der Angerufene ein Telefon, das mit Impulswahlverfahren funktioniert, ist es ihm nicht ohne weiteres möglich die Frage mit eins und zwei zu bestätigen.
- Verwendet der Angerufene eine Faxweiche, die einen Anruf entgegennimmt, um zu prüfen, ob ein Sprach- oder Faxanruf vorliegt und erst danach auf die Telefonanlage weiterleitet, verschwindet der Ansagetext ganz oder teilweise im Nichts, da er bereits während der Prüfzeit der Faxweiche vom System abgegeben wird und den Angerufenen damit nicht erreicht.
- Jeder Anbieter darf (auf umgekehrtem Wege) einen Mehrwertdienst zum Angerufenen abrechnen, selbst wenn dessen Anschluss für Mehrwertdienstrufnummern, wie zum Beispiel 0900/0190 gesperrt ist.
- Die Bundesnetzagentur (BNetzA) führt eine für alle Anbieter von R-Gesprächen verbindliche Sperrliste mit Rufnummern, die per R-Gespräch nicht angerufen werden dürfen. Inhaber von Rufnummern, die keine R-Gespräche empfangen möchten, müssen sich in der Regel jedoch selbst darum kümmern, dass ihre Nummer dort geführt wird.
- Theoretisch sind alle ca. 70 (Stand 1. Januar 2008) Netzbetreiber, die Rufnummern anbieten, dazu verpflichtet, deren Kunden auf Antrag in diese Sperrliste eintragen zu lassen. Auch andere TK-Dienstleister dürfen diese Dienstleistung des Sperrlisteneintrags erbringen. Derzeit (1. Januar 2008) haben 35 Unternehmen die Berechtigung, die Sperrliste der BNetzA zu lesen und/oder zu ändern.
- Der Münzerkennungston („Kuckuckston“), der den Anrufer sofort bei Annahme des Telefonates auf die Eigenschaft „Münzfernsprecher“ hinweist und so unerwünschte kostenpflichtige Anrufe vermeiden soll, wird verlässlich nur bei handvermittelten R-Gesprächen beachtet.
- Der Bundesgerichtshof hat in seinem Urteil vom 16. März 2006 den Schutz der Verbraucher vor unerwünschten R-Gesprächen betont (Az.: III ZR 152/05).

## Zukunft
Die Deutsche Telekom hat das R-Gespräch im Inland zum 31. Dezember 2020 eingestellt, nachdem bereits zum 31. Dezember 2019 R-Gespräche aus dem Ausland eingestellt wurden. Wer auf eigene Kosten gebührenfrei erreichbar sein möchte, kann dies weiterhin beispielsweise durch eine 0800-Nummer bewirken. Eine spontane Erreichbarkeit beliebiger Teilnehmer auf deren Kosten ist hierdurch jedoch nicht möglich.

## Handvermitteltes R-Gespräch
Der Anrufer ruft eine kostenlose Rufnummer an und nennt dem Operator die Rufnummer des Anschlusses, mit dem er verbunden werden möchte. Der Operator ruft beim gewünschten Teilnehmer an und fragt diesen, ob er das R-Gespräch annehmen will und die Kosten übernehmen wird. Falls der gewünschte Teilnehmer nicht zustimmt, wird das Gespräch beendet. Die Anfrage durch den Operator verursacht dem Angerufenen noch keine Kosten.

## Situation in anderen Ländern
In Brasilien sind R-Gespräche sowohl in das Festnetz als auch an Mobilfunkteilnehmer möglich. Ist die Vorwahl gleich, so wird vor der Vorwahl die Nummer 9090 vorgewählt, um ein R-Gespräch zu beginnen. Befindet sich der Teilnehmer in einem anderen Vorwahlbereich, so wird die Nummer 90 plus eine zweistellige Netzbetreibervorwahl gewählt, über die das Gespräch abgerechnet werden soll (ähnlich dem Call-by-Call-Verfahren in Deutschland). Teilnehmer können bei ihrem Telekommunikationsanbieter die Annahme von R-Gesprächen generell unterbinden. Bei Annahme eines R-Gespräches ertönt ein entsprechender Signalton. Anhand der Rufnummernübermittlung (CLIP) kann jedoch festgestellt werden, wer das R-Gespräch führen möchte, so dass viele Mobilfunkteilnehmer im brasilianischen Netz die Rufnummer zurückrufen, anstatt das R-Gespräch anzunehmen, welches auch mit höheren Kosten verbunden ist.